# 齐晖
齐晖（1981年10月9日—），福建福州人，中国女子游泳运动员，注册单位是海军游泳队，原输送单位是福建省游泳队，是解放军双计分运动员。荣立六次一等功、两次二等功、一次三等功，是第十七届人大代表。2000悉尼奥运会、2004雅典奥运会、2008北京奥运会中国体育代表团成员，主攻蛙泳及混合泳。
齐晖和罗雪娟为2000年代中国蛙泳项目上最具实力的女子选手，但连续参加三届奥运会的她，并没有获得一枚奥运会比赛的奖牌。2009年，齐晖在十一运会夺得三项冠军。2011年，齐晖正式退役，其后成为一名游泳教练。

## 运动经历
- 1991年 福州市台江区体校
- 1993年 福州市少体校
- 1994年 福建省体育运动学校 教练黄淑英
- 1996年 海军体工队 教练叶瑾
- 1998年 国家游泳队 教练叶瑾

## 主要成绩
- 2000年 奥林匹克运动会 200米蛙泳 第四名（2:25.36）
- 2001年 世界杯短池系列赛法国 200米蛙泳 第一名（2:19.25）
- 2001年 全国游泳冠军赛 200米蛙泳 第一名（2:22.99）
- 2002年 世界杯短池系列赛上海站 200米蛙泳 第一名（2:18.86）
- 2002年 亚洲运动会
  - 400混合泳、200米混合泳、200米蛙泳 第一名，100米蛙泳 第二名
- 2002年 世界短池游泳锦标赛 200米蛙泳 第一名（2:20.91）
- 2004年 奥林匹克运动会 200米蛙泳 第六名
- 2006年 世界短池游泳锦标赛
  - 400米混合泳（4:34.28）、200米混合泳（2:09.33）、200米蛙泳（2:20.72） 第一名
- 2006年 亚洲运动会
  - 400混合泳、200米混合泳、200米蛙泳 第一名
- 1999年－2002年 世界杯短池系列赛 23次 第一名

### 主要记录
- 世界纪录 2:18.86 2002年上海世界杯短池赛 200米蛙泳
- 世界纪录 2:19.25 2001年巴黎世界杯短池赛 200米蛙泳
- 奥运会纪录 2:24.21 2000年悉尼奥运会复赛 200米蛙泳
- 亚洲纪录 2:25.75 2000年亚洲游泳锦标赛 200米蛙泳

### 引用
1. ↑  齐晖永不言弃的泳坛之花 （页面存档备份，存于）.扬州晚报.2009年10月28日
2. ↑  齐晖：三届奥运与奖牌擦肩 谁来续写中国蛙泳传奇 （页面存档备份，存于）.中国体育报.2012-12-01
3. ↑  从现在起请喊她齐教练 （页面存档备份，存于）.东南快报.2011-10-25